# NeurIPS
NeurIPS, 공식적으로 신경정보처리시스템학회 (Conference on Neural Information Processing Systems)는 매년 12월 개최되는 기계 학습 및 계산신경과학 컨퍼런스이다. 컨퍼런스는 2013년까지는 스키 리조트에서 진행된 병행 트랙 워크숍 형태로 개최되었으며, 현재 초청 강연과 심사 논문의 구두 및 포스터 발표를 포함하는 복선 회의(2015년까지 단일 트랙)로 진행된다.

## 역사
NeurIPS 컨퍼런스는 1986년 유타주 스노우버드에서 캘리포니아 공과대학교와 벨 연구소가 주최한 계산용 인공 신경망에 관한 연례 회의에서 처음 제안되었다. NeurIPS는 생물학적 및 인공 신경망 연구자들을 위한 개방형 학제간 회의로 설계되었으며, 이러한 다학제적 접근 방식을 반영하여 NeurIPS는 1987년 정보 이론가인 에드 포즈너를 컨퍼런스 회장으로, 학습 이론가인 Yaser Abu-Mostafa를 프로그램 의장으로 시작했다. 초기 NeurIPS 회의에서 발표된 연구에는 순수 공학적 문제를 해결하려는 노력부터 생물학적 신경계를 이해하기 위한 도구로 컴퓨터 모델을 사용하는 것까지 광범위한 주제가 포함되었다. 그 이후로 생물학적 시스템과 인공 시스템 연구 흐름이 갈라졌고 최근 NeurIPS 프로시딩은 기계 학습, 인공 지능 및 통계에 관한 논문이 주를 이루고 있다.
1987년부터 2000년까지 NeurIPS는 미국 덴버에서 개최되었으며, 이후 캐나다 밴쿠버 (2001~2010), 스페인 그라나다 (2011), 미국 레이크타호 (2012~2013)에서 컨퍼런스가 개최되었다. 2014년과 2015년에는 캐나다 몬트리올, 2016년에는 스페인 바르셀로나, 2017년에는 미국 롱비치, 2018년에는 캐나다 몬트리올, 2019년에는 캐나다 밴쿠버에서 개최되었다. 유타 주 스노우버드에서 처음 시작한 것을 기념하여 2013년까지 인근 스키 리조트에서 워크숍이 진행되었다.
첫 번째 NeurIPS 컨퍼런스는 전기전자공학자협회의 후원을 받았다. 그 이후부터 NeurIPS 컨퍼런스는 에드 포즈너가 설립한 NeurIPS 재단에 의해 조직되었으며, 1933년 에드 포즈너가 사망 한이후 Terrence Sejnowski가 NeurIPS 재단의 회장을 맡고 있다. 이사회는 NeurIPS 컨퍼런스의 이전 의장들로 구성된다.
첫 번째 프로시딩은 1987년 미국 물리학 협회에서 Neural Information Process Systems 라는 제목으 로 책으로 출판되었다. 이후 프로시딩은 Morgan Kaufmann (1988-1993), MIT Press (1994-2004), Curran Associates(2005~현재)에서 Advances in Neural Information Process Systems 라는 제목으로 출판되었다.
이 컨퍼런스는 원래 "NIPS"로 축약되었지만, 2018년까지 이 약어는 젖꼭지(nipples)를 연상시켜 성차별을 조장하고 일본인에 대한 비하 용어라고 비판받았다. 이후 이사회는 2018년 11월 약어를 "NeurIPS"로 변경했다.

## 주제

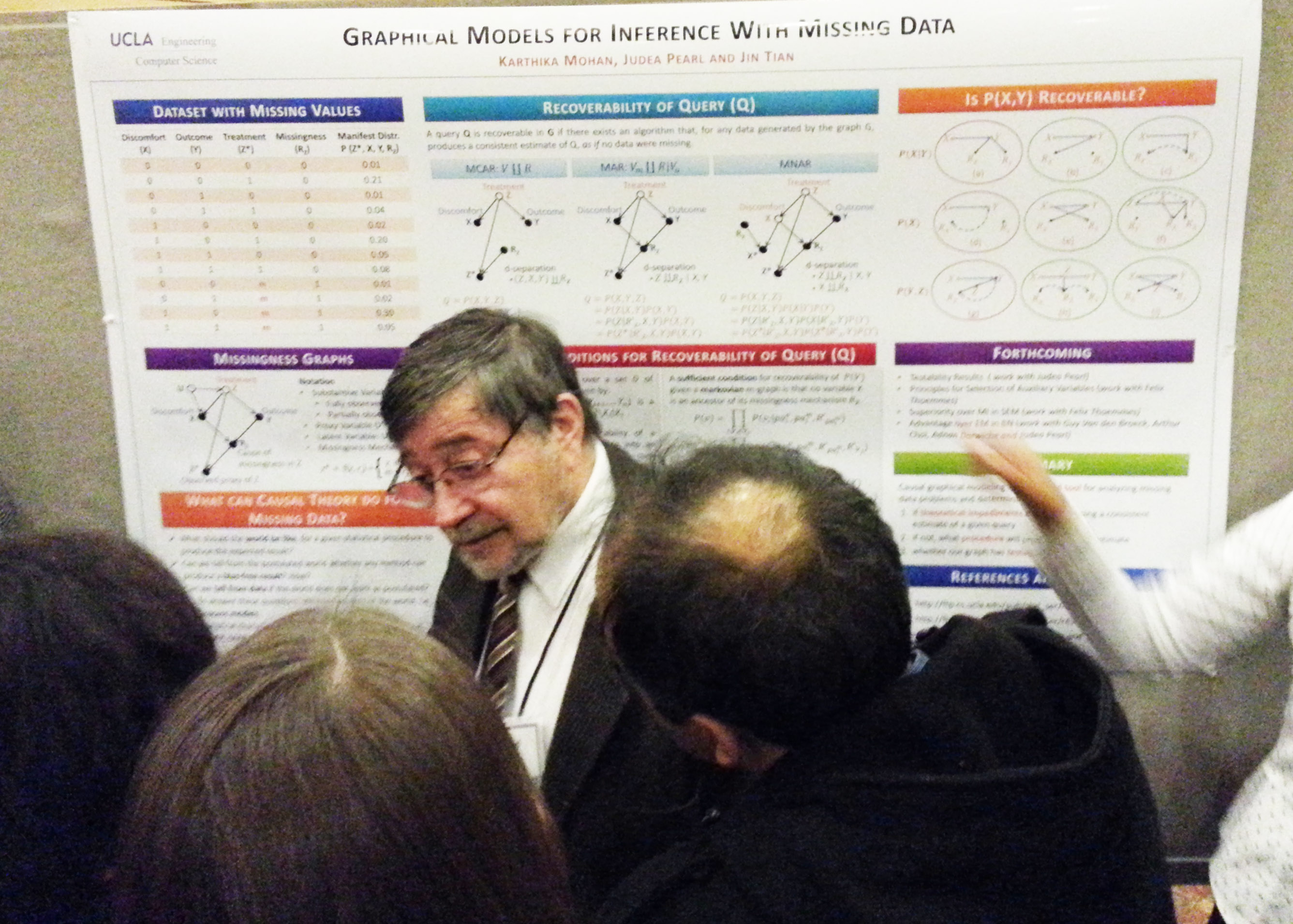
2013년 신경 정보 처리 시스템 컨퍼런스의 포스터 앞에 서 있는 주데아 펄.

NeurIPS가 주로 다루는 분야로는 기계 학습, 신경과학, 인지 과학, 심리학, 컴퓨터 비전, 통계 언어학 및 정보 이론등이 있다. 수년에 걸쳐 NeurIPS는 기계 학습에 관한 최고의 컨퍼런스에 올랐으며, NeurIPS 약칭인 '신경'은 역사적 유산이 되었지만 2012년 이후 강화학습을 기반으로 시각피질(ConvNet)의 영역 계층 구조에서 영감을 받은 신경 아키텍처와 기저핵(시간차 학습)에서 영감을 얻은 딥 러닝이 음성 인식, 이미지의 개체 인식, 이미지 캡션, 언어 번역 및 바둑 분야에서 성과를 거두었다.

### 유명한 강의
초청 강연과 심포지엄 외에도 NeurIPS는 저명한 연구자들을 표창하기 위해 두 개의 강연회를 조직한다. NeurIPS 이사회는 NeurIPS 창립자 에드 포즈너를 기리기 위해 Posner Lectureship을 도입했다. 다음과 같은 연구자들이 매년 Posner 강의를 진행했다. (2015년까지는 두명이 진행했다):
- 2010 – 조시 테넨바움, 마이클 I. 조던
- 2011 – 리치 서튼(Rich Sutton) 과 베른하르트 슐코프(Bernhard Schölkopf)
- 2012 – 토마스 디에트리히(Thomas Dietterich) 와 테리 세이노스키(Terry Sejnowski)
- 2013 – 다프네 콜러 와 피터 다얀
- 2014 – 마이클 컨스 와 존 홉필드
- 2015 – 주빈 가흐라마 니와 블라디미르 바프닉
- 2016 – 얀 르쿤
- 2017 - 존 플랫
- 2018 – 조엘 피노

2015년에 NeurIPS 이사회는 컨퍼런스 주제와 관련된 통계 작업을 강조하기 위해 Breiman Lectureship을 신설했다. 강의 이름은 1994년부터 2005년까지 NeurIPS 이사회에서 활동한 통계학자 Leo Breiman 의 이름을 따서 명명되었다 과거 강사들은 다음과 같다:
- 2015 - 로버트 팁시라니
- 2016 - 수잔 홈즈
- 2017 – 이와이 테
- 2018 – 데이비드 스피겔홀터
- 2019 – 빈 유
- 2020 – 말로스 마투이스

## 개최지
- 1987–2000: 미국 콜로라도주 덴버
- 2001–2010: 캐나다 브리티시컬럼비아주 밴쿠버
- 2011: 스페인 그라나다
- 2012 & 2013: Stateline,
- 2014 & 2015: 캐나다 퀘벡주 몬트리올
- 2016: 스페인 바르셀로나[8]
- 2017: 미국 캘리포니아주 롱비치[9]
- 2018: 캐나다 퀘벡주 몬트리올[10]
- 2019: 캐나다 브리티시콜롬비아주 밴쿠버[11]
- 2020: 캐나다 브리티시콜롬비아자 밴쿠버[11] (버추얼 컨퍼런스)
- 2021: 버추얼 컨퍼런스
- 2022 & 2023: 미국 루이지애나주 뉴올리언스[12][13]